# ヘドバン (雑誌)
ヘドバンは、シンコーミュージック・エンタテイメントから年3回刊で発行されている、ヘヴィメタルを中心とした音楽カルチャー誌（ムック）。

## 概要
キャッチコピーは「世の中をヘッドバンギングさせる本」。「国内のメタル人口を増やす!」を掲げており、ヘヴィメタル中心ではあるが、メタル系バンドだけではなく、メタル要素のある音楽、メタルに関連したカルチャー、ハードコア・パンク、グランジ、ヴィジュアル系なども取り扱っている。2000年から2001年までバーン・コーポレーションより発行されていたムック「音楽生活」の編集者が中心となって製作されており、編集長である梅沢直幸（音楽生活の元編集長）が何か面白い音楽本を作りたい、またBABYMETALをメタル側の視点で取り上げるような本を立ち上げたいといった理由から創刊された。そのため、同じ出版元であるヘヴィメタル専門誌BURRN!が取り上げないような項目、バンドが多く、ある意味正反対の内容となっている。なお、定期刊行物ではなくムックのため重版も繰り返し行われる。その他、不定期で姉妹紙となる『ヘドバン・スピンオフ』が刊行されているほか、トークイベントやDJイベント「歌舞伎町ミッドナイト重音会議室」「ヘドバンのいけにえ」なども開催されている。

## 詳細
- Vol. 1「あれもメタルこれもメタルそれもメタル」

2013年7月発行、ISBN 978-4-401-63846-8
BABYMETAL 60ページ大特集、X『VANISHING VISION』再検証、吉田豪 vs デーモン閣下、など
- Vol. 2「俺たちのメタル文化祭」

2013年11月発行、ISBN 978-4-401-63916-8
俺たちのMETALLICA御柱祭、俺たちのBABYMETAL夏フェス後夜祭、俺たちのセーソク謝恩会、など
- Vol. 3 「メタル異種格闘技戦」

2014年2月発行、ISBN 978-4-401-63949-6
BABYMETAL『BABYMETAL』発売記念特集、SU-METAL独占ロングインタビュー、小室哲哉 vs 吉田 豪、など
- Vol. 4「SAMURAI! METAL! ACTION!」「SAMURAI! METAL! ACTION!」

　2014年6月発行、ISBN 978-4-401-64010-2
BABYMETAL 武道館「赤い夜」「黒い夜」レポート、X『BLUE BLOOD』、高崎晃ロングインタビュー、など
- Vol. 5「ココロにメタルハートを」

2014年10月発行、ISBN 978-4-401-64070-6
BABYMETAL 幕張メッセイベントホール、Toshl巻頭超ロングインタビュー、SUMMER SONIC 2014レポート、など
- Vol. 6「メタルキングスロード2015」

2015年2月発行、ISBN 978-4-401-64123-9
BABYMETAL「LEGEND“2015”～新春キツネ祭り～」レポート、ジューダス・プリースト来日直前企画、など
- Vol.7「メタルの血」

2015年6月発行、ISBN 978-4-401-64160-4
BABYMETAL ワールドツアー速報、ロブ・ハルフォード×伊藤政則対談、横山健ロングインタビュー、漫画とアニメに流れるメタルの血、など

## 連載コラム
- 和嶋慎治の野営一人旅
- BOHの神ラーメン一期一会
- 高円寺メタルめし
- ヤバイTシャツ野郎
- めんまと千明のバンギャル地獄変
- 昭和のニッポンのメタル血風録（Vol.29より）
- エクストリーム・メタルの名盤を読む
- Mary's Blood SAKIの悪魔狂信者日記
- メタリ子生活帳
- プログレスナイパー
- 教頭先生のはぐれメタルハンター
- 神田小川町ファンタスティック映画祭
- ヘドバン大学教養学部課題図書
- 昭和のプロレス・レコード大百科
- 藤木TDCのV☆H☆S LOVER

### 過去の連載コラム
- 市川哲史の酒呑み日記 ビヨンド（Vol.16からVol.36まで）

## 別冊
- ヘドバン別冊第一弾「ヘドバン PRESENTS 史上最高の英国メタル・フェス完全レポート&永久保存版!」

2014年8月発行、ISBN 978-4-401-64034-8
SONISPHERE、BLACK SABBATH TIME両フェス徹底レポート、BABYMETAL欧州ツアー追跡レポート、など
- ヘドバン・スピンオフ「ヘドバン的【21世紀のメタル】100枚?『IOWA』から『METAL RESISTANCE』まで」

2016年5月
- ヘドバン別冊第二弾「ヘドバン・スピンオフ奇跡のMSG! 燃えるロンドン! 徹底レポート号」

2014年12月発行、ISBN 978-4-401-64082-9
X JAPAN Madison Square Garden NY レポート、 BABYMETAL O2 Academy Brixton London、KNOTFEST JAPAN 2014、LOUD PARK 14、など

## スピンオフ
- ヘドバン・スピンオフ「ヘドバン的【メタルの基本】100枚～BLACK SABBATHからBABYMETALまで」

2015年5月発行、ISBN 978-4-401-64157-4
メタルクラシックからメタルのサブジャンルを代表するアルバムまでを100枚厳選した、「新しいメタルの教科書」
- ヘドバン・スピンオフ 世界のメタルVS“俺たちのメタル"

2015年8月発行、ISBN 978-4401641642
MOTORHEAD@FUJI ROCK FESTIVAL '15、本物のYOSHIKI 俺たちが世界に誇れるレジェンド、X JAPANのYOSHIKI 遂に遂に『ヘドバン』に降臨!!　など